# Chunshen Lu
Chunshen Lu (chiń. 春申路站) – stacja metra w Szanghaju, na linii 5. Znajduje się pomiędzy stacjami Xinzhuang i Yindu Lu. Została otwarta 25 listopada 2003.